# 金炳徽
金 炳徽（キム・ビョンヒ、김 병휘、1921年3月21日 - 2012年4月22日）は、大韓民国の軍人。最終階級は陸軍少将。

## 経歴
京城帝国大学在学中に学徒出陣し、四国第34部隊での訓練を経て広島県の中国軍管区歩兵第2補充隊（中国第106部隊）にて少尉で終戦を迎える。
1946年、軍事英語学校を3月23日付で卒業、警備隊参尉任官（軍番74）。
春川で新規編成された第8連隊に配属され、A中隊（長：金鍾甲中尉）小隊長。
やがて同連隊大隊長となった際、部下に表武源と姜太武がおり、のちに第6旅団参謀長在任中に両名の越北事件が起こると、第7連隊長の沈彦俸に攻撃命令を伝える。
朝鮮戦争直前の1950年6月10日、第2師団第25連隊長（中領）に発令され、後方の温陽でゲリラ討伐戦に従事する。しかしそれから間もない13日に義政府の第7師団隷下に加わるよう辞令を受けたが、予定の20日を過ぎても移駐準備が整わず、そのまま同地で25日の開戦を迎える。第3師団（師団長：李俊植准将）に組み込まれ、漢江の戦いに参加。それから間もなく、済州島の第5訓練所所長に転じる。
のち第1軍団参謀長を経て第11師団長となり、奪還した束草市の復興に携わる。
1960年9月、整軍派将校らが合同参謀本部議長・崔栄喜中将に辞任を迫った「下剋上事件」を受け、陸軍中央懲戒委員会委員長として事態の収拾を行った。
第5軍管区司令官、作戦参謀部長を経て1964年、第2訓練所所長。
1965年2月に予備役編入後は嶺南化学理事、常任監事。

## 年譜
- 1950年
  - 6月10日：第2師団第25連隊長（中領）
  - 7月25日、第5訓練所所長
- 1952年：第1軍団参謀長
- 1953年：第11師団長
- 1961年7月：第5軍管区司令官（大邱）
- 1963年：作戦参謀部長
- 1964年：第2訓練所所長
- 1965年2月：予備役編入